# فینال جام حذفی فوتبال انگلستان ۱۹۷۰
فینال جام حذفی فوتبال انگلستان ۱۹۷۰، رقابت پایانی جام حذفی فوتبال انگلستان در سال ۱۹۷۰ میلادی است که مابین دو تیم باشگاه فوتبال چلسی و باشگاه فوتبال لیدز یونایتد در ورزشگاه ومبلی لندن برگزار شده‌است.
این مسابقه که در تاریخ ۱۱ آوریل ۱۹۷۰ انجام شده‌است با نتیجه ۲ بر ۲ به پایان رسید.
در بازی تکراری که در ۲۹ آوریل ۱۹۷۰ برگزار شد باشگاه فوتبال چلسی با نتیجه دو بر یک به پیروزی رسید.